# U-587
U-587 je bila nemška vojaška podmornica Kriegsmarine, ki je bila dejavna med drugo svetovno vojno.

## Zgodovina
Podmornica je bila potopljena 27. marca 1942 v severnem Atlantiku v spopadu z britanskima eskortnima rušilcema HMS Grove (L 77) in HMS Aldenham (L 22) in britanskima rušilcema HMS Volunteer (D 71) in HMS Leamington (G 19); umrlo je vseh 42 članov posadke.

## Poveljniki
| Poveljniki |                 |                  |                                     |
| Št.        | Čin             | Ime              | Poveljstvo                          |
| 1.         | Kapitan korvete | Ulrich Borcherdt | 11. september 1941 - 27. marec 1942 |

## Tehnični podatki
| Kategorije                                    | Podatki                       |
| --------------------------------------------- | ----------------------------- |
| Teža (t): na površju pod površjem polna Teža  | 769 871 1.070                 |
| Dolžina (m) - tlačni trup (m)                 | 67,10 - 50,50                 |
| Širina (m) - tlačni trup (m)                  | 6,20 - 4,70                   |
| Izpodriv (m)                                  | 4,74                          |
| Višina (m)                                    | 9,6                           |
| Moč (hp): na površju pod podvršjem            | 3.200 750                     |
| Hitrost (vozlov): na površju pod podvršjem    | 17,7 7,6                      |
| Doseg (milja/vozel): na površju pod podvršjem | 8.500/10 80/4                 |
| Torpeda/Torpedne cevi                         | 14/5 (4 na premcu, 1 na krmi) |
| Krovni top (mm)                               | 88                            |
| Mine                                          | 26 TMA                        |
| Posadka                                       | 44-52                         |
| Maksimalni potop (m)                          | 220                           |

## Potopljene ladje
| Datum            | Ime                                   | Država              | Tonaža    | Usoda                |
| ---------------- | ------------------------------------- | ------------------- | --------- | -------------------- |
| 24. februar 1942 | Anadara (tanker)                      | Združeno kraljestvo | 8.009 BRT | potopljena (torpedo) |
| 6. marec 1942    | Hans Egede (trgovska ladja)           | Grenlandija         | 900 BRT   | potopljena (torpedo) |
| 8. marec 1942    | HMS Northern Princess (ribiška ladja) | Združeno kraljestvo | 655 BRT   | potopljena (torpedo) |
| 9. marec 1942    | Lily (trgovska ladja)                 | Grčija              | 5.719 BRT | potopljena (torpedo) |
| 23. marec 1942   | Diala (tanker)                        | Združeno kraljestvo | 8.106 BRT | potopljena (torpedo) |